# Demofoonte

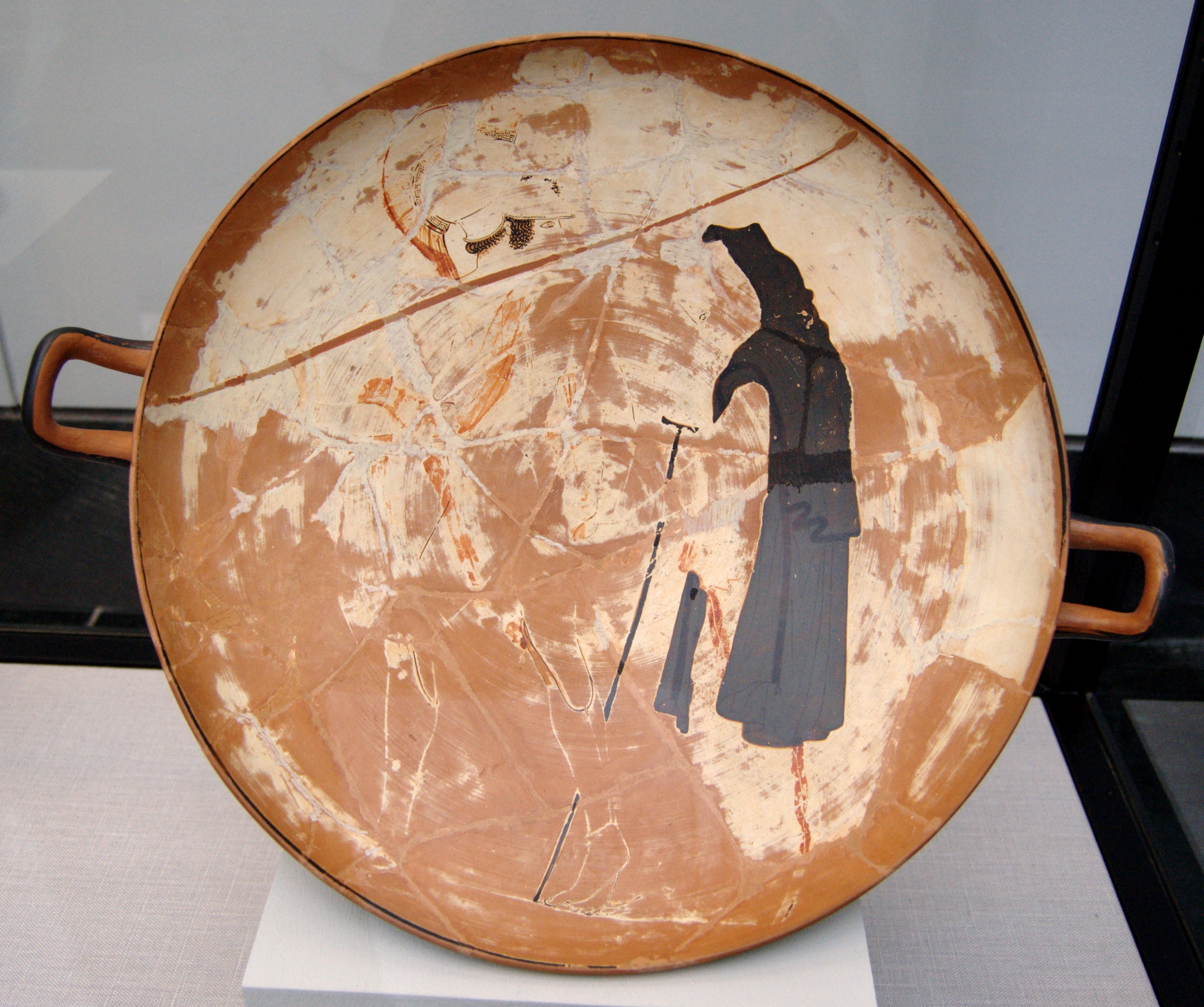
Demofoonte (?) libertando Etra, cílice ático (470–460 a.C., Coleções Estatais de Antiguidades (Inv. 2687).

Demofoonte (também Demofonte, Demifão ou Damofonte; em grego: Δημοφῶν) foi, na mitologia grega, um rei de Atenas, filho de Teseu e Fedra e meio-irmão de Acamas. Lutou na Guerra de Troia, e foi um dos guerreiros que se esconderam dentro do Cavalo de Troia.
Na peça de Eurípedes, Os Heráclidas, Demofoonte concedeu refúgio em Atenas aos filhos de Héracles, que fugiam de Euristeu. Diante de um ataque iminente deste, um oráculo previu a Demofoonte que ele sairia vitorioso do conflito apenas se uma virgem nobre fosse sacrificada a Perséfone. Macária, filha de Héracles, se ofereceu para o sacrifício, e uma fonte d'água, a 'Fonte Macária', recebeu seu nome.
Demofoonte casou-se com Fílis, filha de Licurgo, rei da Trácia, ao parar naquela região durante a sua jornada de volta, depois da Guerra de Troia. Abandonou-a, no entanto, quando voltou para Atenas; numa das versões, ela teria se matado ao ver que ele não mais retornaria por ela, enquanto outras contam que ela o teria feito cair sobre sua própria espada e morrer.